# أرتينارا
بلدية أرتينارا (بالإسبانية: Artenara) هي بلدية تقع في مقاطعة لاس بالماس التابعة لمنطقة جزر الكناري جنوب غرب إسبانيا.

## الديموغرافيا
بلغ عدد سكان بلدية أرتينارا 1.261 نسمة عام 2011 (وفقاً للمعهد الوطني للإحصاء الإسباني).
| 1.250 | 1.368 | 1.394 | 1.386 | 1.300 | 1.257 | 1.261 |